# 顺静王后
順靜王后（순정왕후，？—？）韓氏，是高丽王朝恭愍王的后宫，高丽禑王的义母。出身谷山韓氏。
1357年，被选入恭愍王的后宫。1374年九月丁丑，恭愍王宣布江宁府院大君王禑为韩氏所生，追贈韓氏父亲韓俊、祖父韓平、曾祖韓通为沔陽府院大君，外祖韓良为沔城府院大君。九月甲申，恭愍王被刺杀，王禑即位。十一月，禑王追謚韓氏爲順靜王后。禑王二年（1376年）闰九月戊申，葬順靜王后韓氏于懿陵。